# Les Challenges Phosphatiers
Las Les Challenges Phosphatiers es el nombre de tres carreras ciclistas profesionales de un día, agrupadas bajo un mismo nombre común, que se disputan en Marruecos; dos días después de la finalización de la Vuelta a Marruecos, a principios de abril, durante tres días consecutivos.
Creadas en 2011 todas ellas están encuadradas dentro del UCI Africa Tour, dentro de la categoría 1.2 (última categoría del profesionalismo).

## Carreras
Desde sus inicios se han disputado en los mismos municipios y sus alrededores, y en el mismo orden, cambiándose levemente el nombre oficial:
- Khouribga: les challenges Phosphatiers I-Challenge Khouribga (en 2011); Les challenges Phosphatiers-Challenge Khouribga (desde 2012)
- Youssoufia: Les challenges Phosphatiers II-Challenge Youssoufia (en 2011); Les challenges Phosphatiers-Challenge Youssoufia (desde 2012)
- Ben Guérir: Les challenges Phosphatiers III-Challenge Ben Guérir (en 2011); Les challenges Phosphatiers-Challenge Ben Guérir (desde 2012)

## Palmarés

### Khouribga
| Año                                               | Ganador       | Segundo              | Tercero              |
| Les challenges Phosphatiers I-Challenge Khouribga |               |                      |                      |
| ------------------------------------------------- | ------------- | -------------------- | -------------------- |
| 2011                                              | Maroš Kováč   | Azzedine Lagab       | Manuel Bello Calixto |
| Les challenges Phosphatiers-Challenge Khouribga   |               |                      |                      |
| 2012                                              | Tarik Chaoufi | Soufiane Haddi       | Ahmed Lhanafi        |
| 2013-2014                                         | No disputada  |                      |                      |
| Les challenges Phosphatiers-GP Fkih Ben Saleh     |               |                      |                      |
| 2015                                              | Lahcen Saber  | Mohmed Amine Errafai | Reda Aadel           |

### Youssoufia
| Año                                                 | Ganador            | Segundo              | Tercero              |
| Les challenges Phosphatiers II-Challenge Youssoufia |                    |                      |                      |
| --------------------------------------------------- | ------------------ | -------------------- | -------------------- |
| 2011                                                | Adil Jelloul       | Manuel Bello Calixto | Tarik Chaoufi        |
| Les challenges Phosphatiers-Challenge Youssoufia    |                    |                      |                      |
| 2012                                                | Mouhssine Lahsaini | Adil Jelloul         | Abdelbasset Hannachi |
| 2013-2014                                           | No disputada       |                      |                      |
| 2015                                                | Mouhssine Lahsaini | Salah Eddine Mraouni | Anass Aït El Abdia   |

### Ben Guérir
| Año                                                  | Ganador             | Segundo             | Tercero           |
| Les challenges Phosphatiers III-Challenge Ben Guérir |                     |                     |                   |
| ---------------------------------------------------- | ------------------- | ------------------- | ----------------- |
| 2011                                                 | Hassan Zahboune     | Abdellah Ben Youcef | Adil Jelloul      |
| Les challenges Phosphatiers-Challenge Ben Guérir     |                     |                     |                   |
| 2012                                                 | Abdellah Ben Youcef | Michael Kolář       | Hayato Yoshida    |
| 2013-2014                                            | No disputada        |                     |                   |
| 2015                                                 | Abdelati Saadoune   | Lahcen Saber        | Essaïd Abelouache |

## Palmarés por países
| País       | Victorias |
| ---------- | --------- |
| Marruecos  | 2         |
| Eslovaquia | 1         |

| País      | Victorias |
| --------- | --------- |
| Marruecos | 2         |

| País      | Victorias |
| --------- | --------- |
| Marruecos | 2         |
| Argelia   | 1         |

## Estadísticas

### Victorias de carreras por países
| País       | Victorias |
| ---------- | --------- |
| Marruecos  | 6         |
| Eslovaquia | 1         |
| Argelia    | 1         |